# Anglo-Persian Oil Company
L'Anglo-Persian Oil Company (APOC) a été fondée en 1909 à la suite de la découverte d'un vaste gisement pétrolier à Masjed Soleiman, en Iran, le 26 mai 1908. Elle a été la première société à exploiter les réserves pétrolières du Moyen-Orient. L’APOC conclut un nouveau contrat de concession avec l'Iran en 1933 et fut renommée Anglo-Iranian Oil Company (AIOC) en 1935 – la Perse étant devenue l’Iran la même année. En 1954, après le mouvement nationaliste et la conclusion d’un consortium avec la NIOC, la société devint la British Petroleum Company (BP).

## Histoire de la fondation

### Jacques de Morgan
En 1892, Jacques de Morgan publia un rapport sur ses voyages en Perse. Il visita les travaux d'excavation de Marcel et Jane Dieulafoy. Il fit une étude géologique d'une région frontalière entre la Perse et la Mésopotamie ottomane où on lui avait signalé la présence de sources de naphte exploitées par la population kurde locale, près de Qasr-e Chirin. Il publia son étude dans la revue Les Annales des mines en 1892. Le rapport de Morgan intéressa Antoine Kitabgi Khan, ancien directeur général du service douanier persan, retraité à Paris. Kitabgi Khan entra en contact avec Sir Henry Drummond Wolff, l'ancien ambassadeur britannique en Perse, et lui demanda si Wolff ne pouvait pas trouver quelqu'un qui pourrait s’occuper de l'exploitation des champs pétroliers persans. Wolff rencontra à Londres William Knox D'Arcy, qui avait fait sa fortune en Australie avec une mine d'or.

### La concession D'Arcy

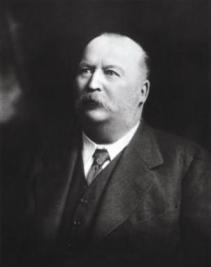
William Knox D'Arcy

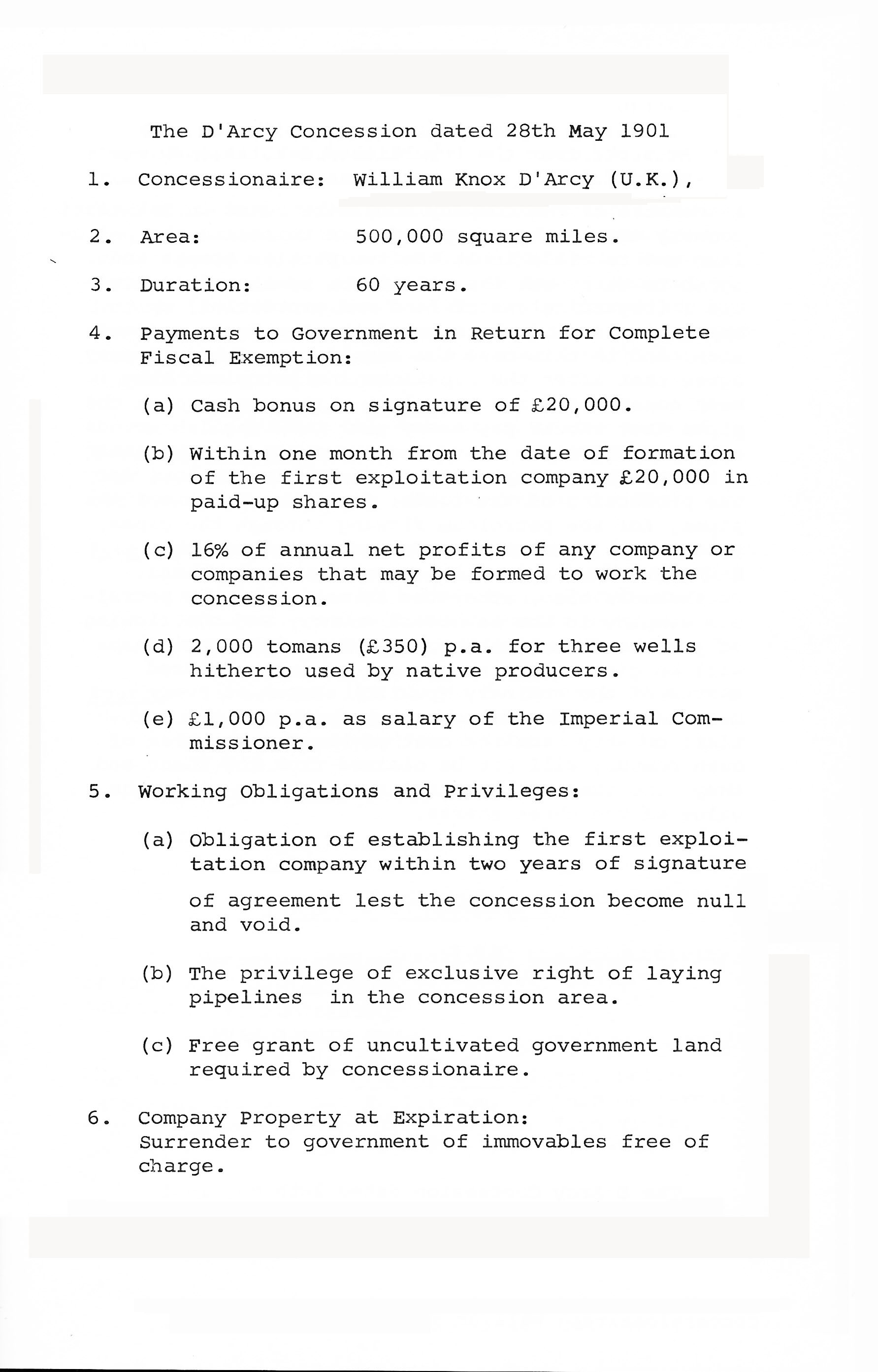
La concession D'Arcy

L'homme d'affaires britannique William Knox D'Arcy entreprend en 1901 de financer la recherche de gisements pétrolifères en Perse. Les premières prospections sont conduites par Sir Henry Drummond Wolff, Antoine Kitabgi et Édouard Cotte. D'Arcy, sûr de son fait, envoie à Téhéran son homme de confiance Alfred Marriott qui négocie le 28 mai 1901 avec le shah de Perse Mozaffareddine Chah une concession cédant au Royaume-Uni le contrôle des réserves pétrolières iraniennes pour une durée de 60 ans contre la somme de 10 000 £ sur une zone de 480 000 km2. Sont exclus de la concession les provinces du nord de l'Iran, alors sous le joug économique de la Russie. La concession stipulait que D'Arcy devrait financer tous les coûts d'exploration. En retour, on lui donna le droit de tenir 90 % des actions de la « première société de gestion collective. » 10 % des actions revenaient à l’État iranien. D’Arcy empochait 84 % des bénéfices tandis que 16 % revenaient à l’État iranien. D'Arcy perdit également des bénéfices de la société avec la perception de l'impôt iranien sur le revenu. Après l'expiration de la concession en 1961, l'ensemble des actifs immobiliers de la société de gestion collective devaient revenir à l'État iranien. Atabak reçu également une récompense pour sa médiation : 25 000 £ pour former des actions de la société.
Une équipe de forage conduite par George B. Reynolds se mit alors à l'œuvre. Elle commença effectivement en 1902 avec le forage pétrolier à Chia Surkh dans l’Ouest de l'Iran. En 1903, le premier gisement fut découvert, et D'Arcy fonda la First Exploration Co. Ltd. (FEC). Cependant, il s’avéra rapidement que la source fournissait trop peu de pétrole afin de les exploiter économiquement et obtenir un quelconque bénéfice. On déplaça la prospection pétrolière dans une région habitée des tribus Bakhtiaris. Afin d'assurer leur protection, la compagnie signa avec les chefs tribaux un contrat de concession distincte dans laquelle les chefs tribaux s’engageait à fournir une participation de 3 % sur toutes les compagnies pétrolières de leur district, plus un paiement annuel de 3 000 £ pour protéger les installations pétrolières et des pipelines à partir de 1905. À la fin de l’année 1905, D'Arcy avait investi 250 000 £ dans l'exploration pétrolière sans que des quantités importantes de pétrole aient été trouvées. D'Arcy commença à négocier la vente de la concession à la ligne française des Rothschilds. Sur intervention de la British Admiralty, la Burmah Oil Company fondée en 1896 à Glasgow par Sir David Sime Cargill racheta la concession. D'Arcy vendit aussi ses 170 000 actions à la Burmah Oil qui le remboursa en un montant non précisé en espèces.

### Burmah Oil Company
La Birmanie (le pays est appelé en anglais Burma dans la période victorienne et est aujourd'hui aussi appelé le Myanmar) devint après l'invasion des troupes britanniques en 1886 une partie de l'Empire britannique. La Burmah Oil Corporation avait eu beaucoup de succès dans l'exploration et l’exploitation pétrolière. En 1899, le pétrole issu de l’exploitation était surtout vendu dans la Birmanie, bien que transporté aussi en Inde. En 1905, l'Amirauté britannique conclut avec Burmah Oil un contrat à long terme pour l'approvisionnement en pétrole de la flotte britannique.

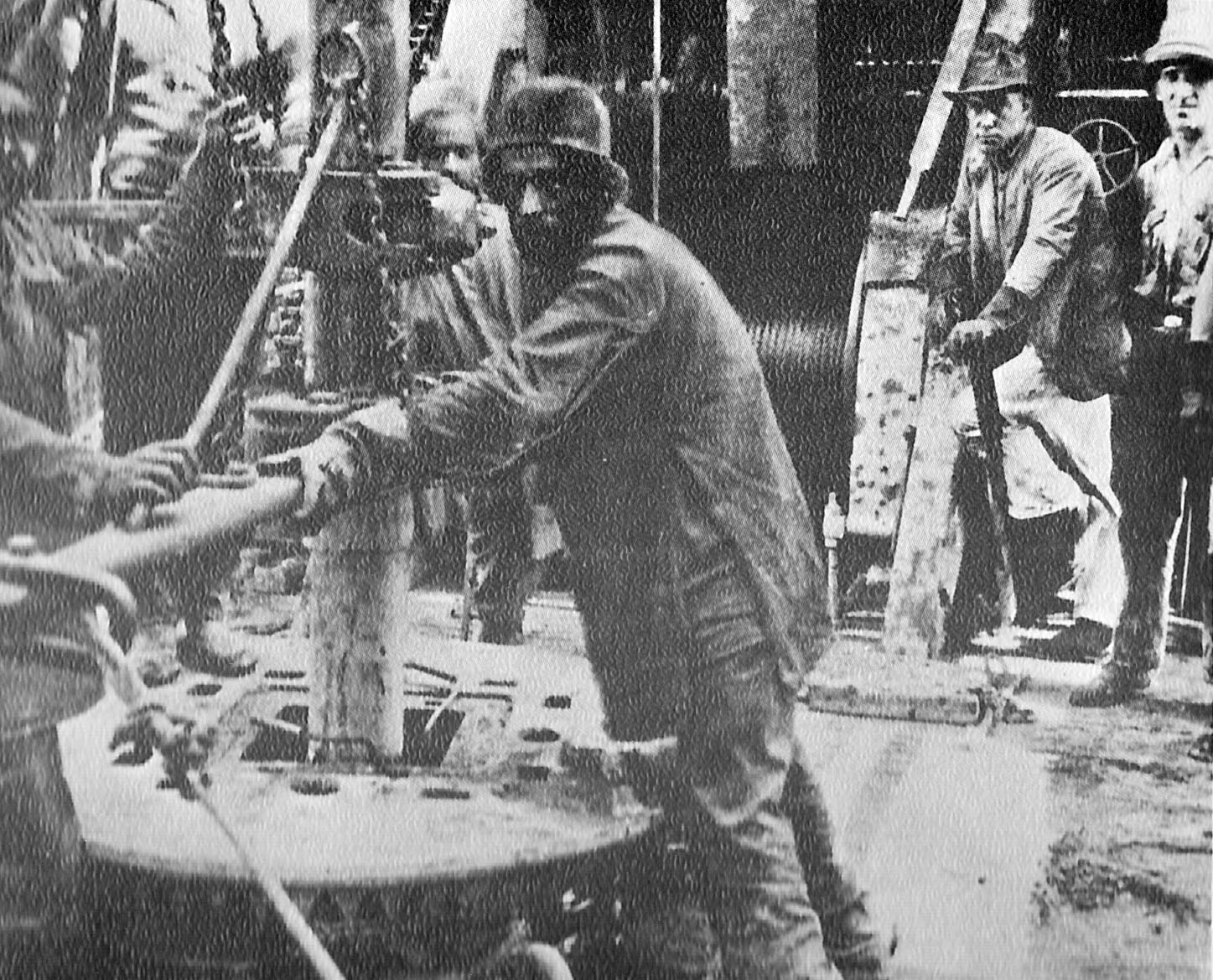
La première activité de forage entreprise à Masjed Soleyman en Perse en 1908.

Burmah Oil accepta de financer l'exploration pétrolière en Iran avec 100 000 £. Au début, la nouvelle compagnie détentrice semble rencontrer le même succès. Trois ans après la reprise de la concession de D'Arcy, on fora le 26 mai 1908 un trou à 360 mètres de profondeur à Masjed Soleiman et on y trouva du pétrole : Burmah Oil avait découvert un des plus grands gisements de pétrole dans le monde.

### Naissance de l'APOC

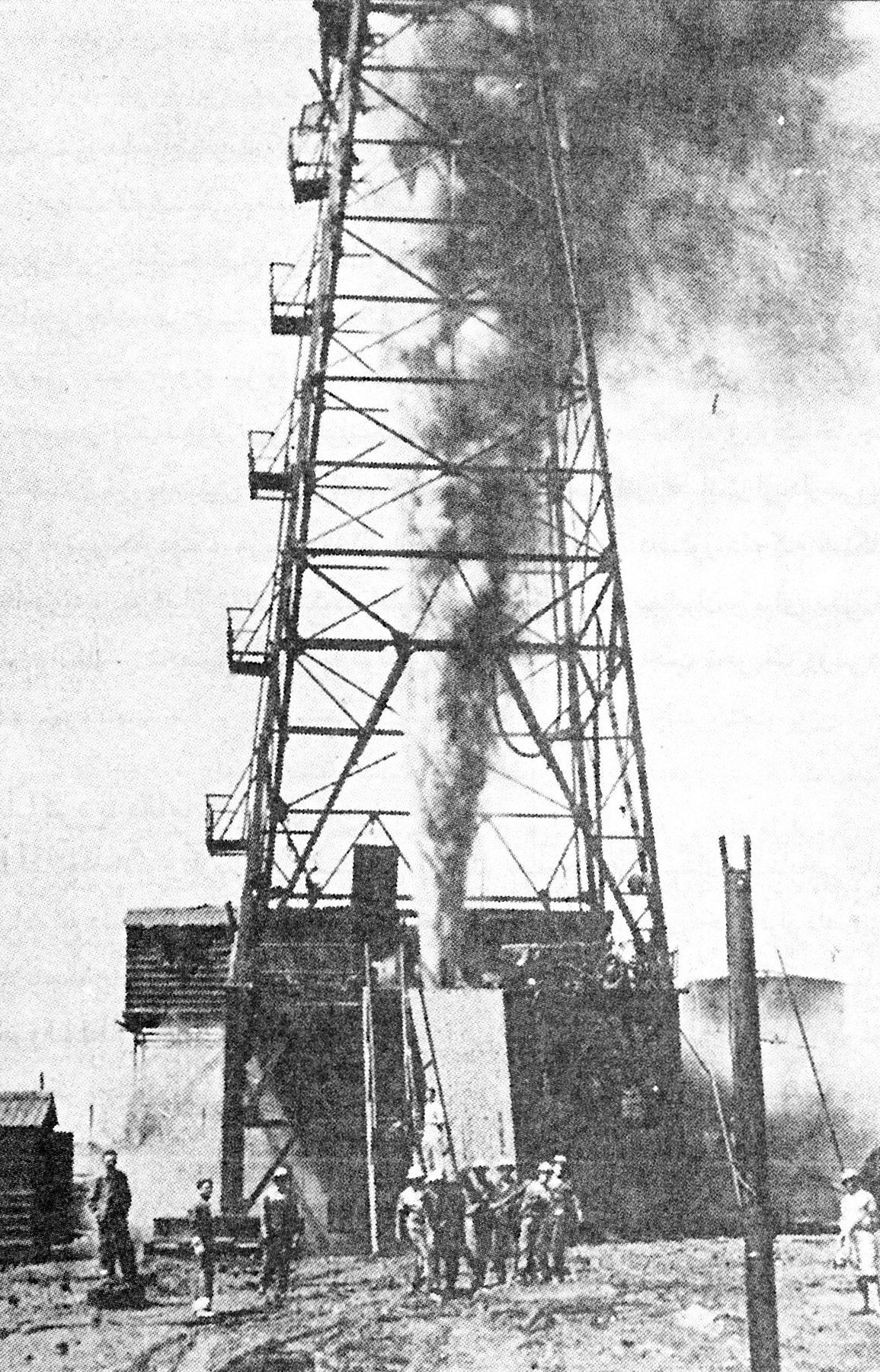
Puits de pétrole à Masjed Soleiman

En avril 1909, les concessionnaires fondèrent la société Anglo-Persian Oil Company (APOC) qui extrayait, traitait et vendait le pétrole découverts dans les gisements pétrolifères du sud de la Perse. La société eut un capital social de 1 million de livres britanniques et était presque indépendante de la Burmah Oil Company. D'Arcy fut nommé au conseil de l'APOC et occupa ce poste jusqu'à sa mort. Les droits d'exploration, l'extraction, la transformation et la vente de pétrole iranien furent transférés à la « première société de collecte », qui détenait la concession accordée par le gouvernement iranien, contre le paiement d'une redevance de licence par l’APOC. Avec le transfert des droits à l'APOC, l'État iranien n'était plus impliqué dans l'entreprise exploitant son secteur pétrolier. Il ne percevait désormais que 10 % des profits du pétrole extrait, et seulement 16 % des frais de franchise de l’APOC. Avec la mise en place de cette deuxième société, les droits de participation iraniens furent encore plus réduits.
Afin de vendre le pétrole, un pipeline, une raffinerie et une station de chargement pour camions-citernes devaient être construits. L’APOC choisit comme base la ville d’Abadan. Cette zone était gérée par le cheikh Khaz'al de Mohammerah. En 1909, après des négociations entre la résidence du golfe Persique (subdivision coloniale britannique) et le cheikh Khaz'al, un accord fut conclu, qui prévoyait un paiement de 650 £ par an pendant dix ans, payables à l'avance. En outre, un prêt de 10 000 £ fut accordé au cheikh. En outre, les gestionnaires de l’APOC promirent que des membres de la tribu du cheikh seraient recrues pour fournir le personnel de sécurité pour les systèmes.
En 1912, la Burmah Oil Company dirigée par Sir John Cargill refusa de fournir un financement supplémentaire pour l’APOC. Winston Churchill, à l'époque Premier Lord de l'Amirauté, négocia de nouveaux accords avec Burmah Oil. Avec 2 001 000 £, le gouvernement britannique acquit la majorité de l’ensemble de 4 millions £ du capital social. En outre, un contrat à long terme pour la fourniture de la flotte britannique fut signé avec l’APOC. Grâce à cette nationalisation partielle et l'accord d'achat de la Royal Navy, qui fut garanti par le gouvernement britannique, l'APOC avait été sauvée de l'effondrement financier. En 1913, la production de pétrole put ainsi reprendre. À ce moment-là, on ignorait qu’Abadan serait la plus grande raffinerie du monde dans quelques années.

## Les investissements de l'APOC
L'APOC participa à 50 % entre autres à la fondation de la Turkish Petroleum Company (TPC) par le négociant en pétrole Calouste Gulbenkian, obtenant des revenus dans les bénéfices à venir provenant des puits de pétrole dans l'Empire ottoman. L'investissement dans la TPC se révéla, après interruption de sa production lors de la Première Guerre mondiale, très précieuse pour l'APOC. Après la découverte d'un gisement de pétrole près de Kirkouk la production pétrolière s'intensifia. La Turkish Petroleum Company fut renommée après la création de l'Irak en Iraq Petroleum Company en 1927.

Afin de soutenir les cheikhs locaux et les chefs tribaux Bakhtiaris, ceux-ci obtinrent de l'APOC qu'elle fonde la Bakhtiari Oil Company, entreprise dans laquelle les chefs tribaux se virent plus impliqués et qui leur distribua un bénéfice correspondant.

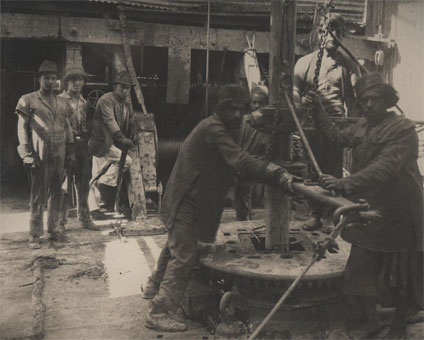
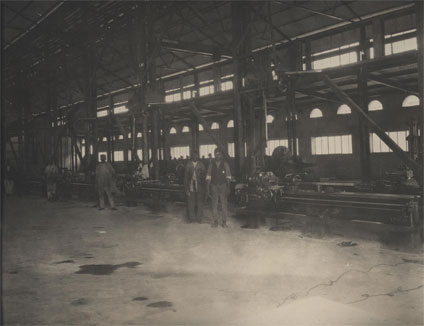
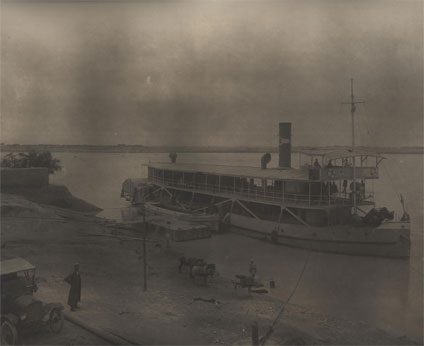
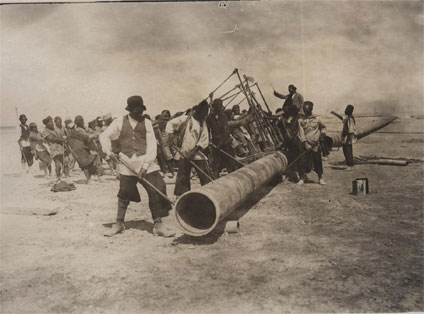
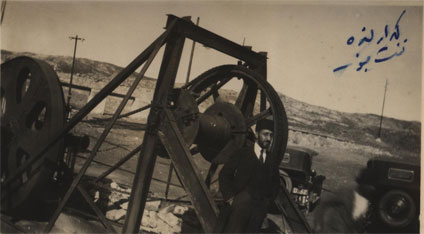
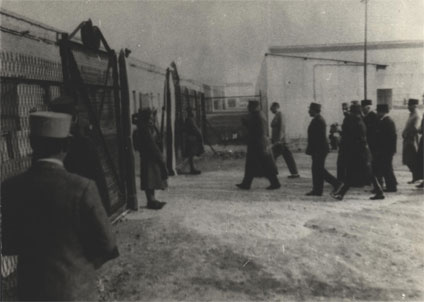
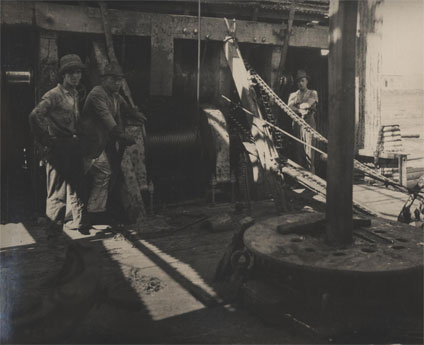

Scènes de travail à Abadan sur la raffinerie de l'APOC :

## Paiements de concession jusqu'en 1918
Du début de l'exploitation pétrolière en 1908 jusqu'à l'éclatement de la Première Guerre mondiale en 1914, les frais de concession annuels au gouvernement iranien s'élevèrent à quelques centaines de livres. Après le début de la Première Guerre mondiale, l'APOC récupéra les frais de concession au gouvernement central iranien. Bien que l'Iran ait déclaré sa neutralité, le pays était occupé par les troupes britanniques et russes. Les paiements de concession de l'APOC à l'Iran furent suspendus pour les cinq prochaines années.

## L'accord Armitage-Smith

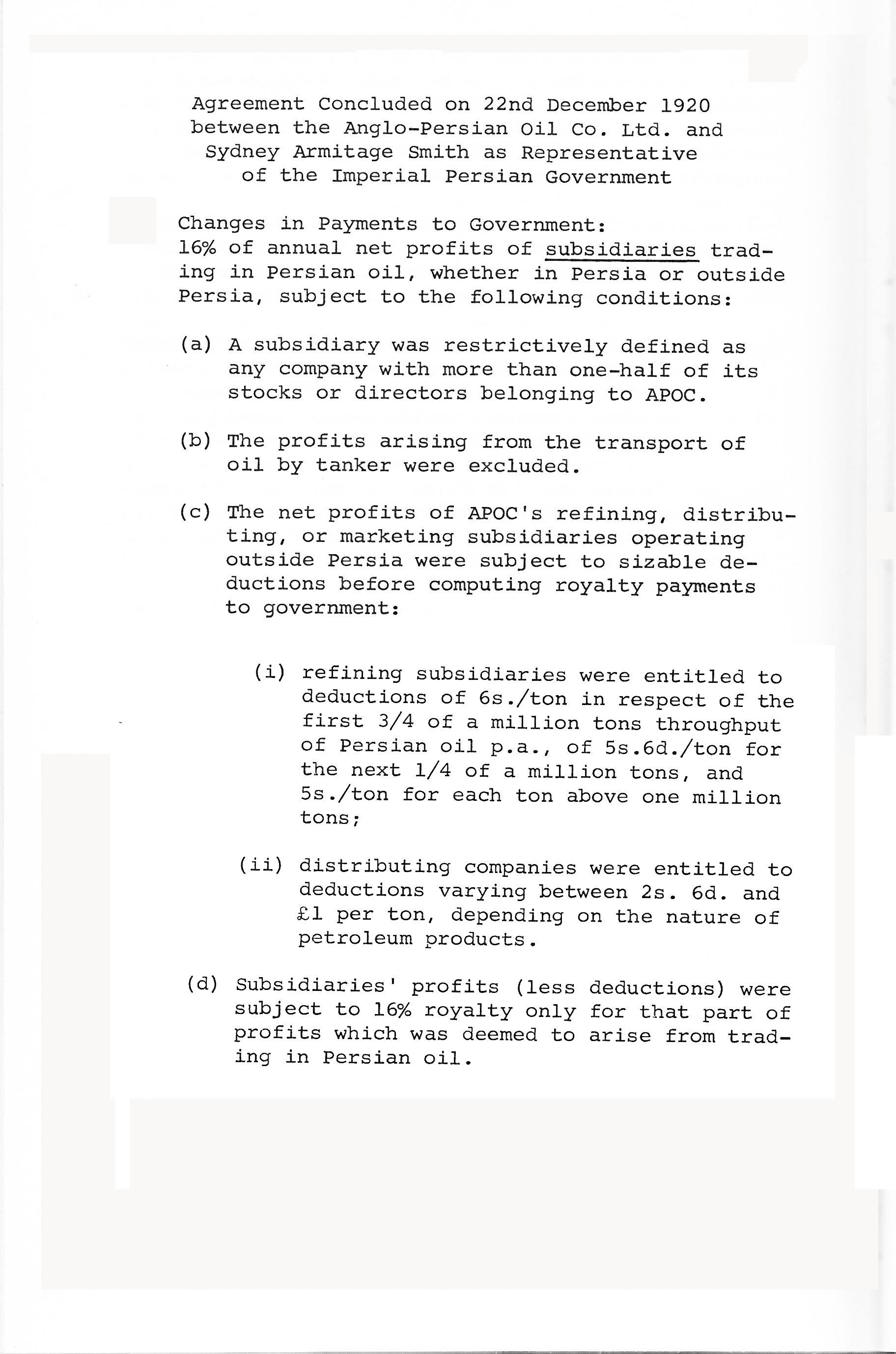
L'accord Armitage-Smith

Après la guerre, l'APOC exigea de la Perse une demande d'indemnisation équivalant à 2 millions de dollars pour les dommages de guerre aux oléoducs, supposément des actes de sabotage des agents allemands qui avaient été tolérés par le gouvernement iranien. En décembre 1920, le conflit entre le gouvernement central iranien et l'APOC se solda par l'accord Armitage-Smith. Cet accord mit en place un changement significatif dans le calcul des gains qui étaient la base des droits de concession, auparavant au détriment de l'Iran. Ainsi, tous les profits liés au transport pétrolier furent exclus du calcul. Le calcul du bénéfice de la participation de l'APOC fut limité aux sociétés dans lesquelles l'APOC avait une participation majoritaire. Ces importantes déductions de calcul furent approuvées.
Pour compenser les frais de concession des années 1914 à 1920 que la Perse n'avait pas perçu, la Perse reçut 933 000 livres sterling comme somme forfaitaire. À titre de comparaison, la Banque mondiale indiqua dans un rapport établi en 1950 qu'en 1919, l'APOC avait réalisé un excédent de 6 millions de livres sterling. Si la concession de D'Arcy avait correctement payé le gouvernement perse, l'Iran aurait reçu 8 millions de livres sterling.
Il avait été démontré que les recettes pétrolières pour le gouvernement iranien avaient atteint 933 000 livres sterling, ce qui représentait près d'un quart du budget de l'État perse. Cette situation défavorable pour la Perse pouvait s'expliquer par la crise politique qu'elle traversait et les interventions militaires des Britanniques qui cherchaient à resserrer leur emprise sur la Perse affaiblie, susceptible de subir l'influence de la Russie devenue soviétique. En payant d'importants pots-de-vin à Ahmad Chah et aux dirigeants politiques iraniens, et en cherchant à faire signer au gouvernement iranien le traité anglo-persan de 1919, le Royaume-Uni avait pratiquement transformé la Perse en un protectorat britannique. Mais la découverte des pots-de-vin et le coup d'État du 21 février 1921 empêchèrent l'entrée en vigueur du contrat qui ne fut jamais signé par le parlement iranien.
En 1923, l'APOC paya 565 250 livres sterling (2,8 millions de dollars) au gouvernement central à Téhéran. Le consul américain à Bushehr évalua les excédents de l'APOC sur l'année à environ 28 millions de dollars. Les fonds transférés au titre de la redevance correspondaient ainsi à environ 10 % de l'excédent. En faisant le calcul, on constate que les frais de concession s'élevaient à 4 shillings par tonne de pétrole brut.
L'explosion de la production de pétrole au Texas, à la suite de découvertes de gisements à 800 mètres sous terre le 13 novembre 1925 de la Yount-Lee Oil Company, débouche sur une production record de 21 millions de barils en 1927, et place la Standard Oil en position de force face à la Royal Dutch et à l'Anglo Persian Oil lors de négociations après la découverte de nouvelles réserves de pétrole en Iran.

## La concession de 1933
Le coup d'État du 21 février 1921 fut le premier pas vers le pouvoir de Reza Khan, qui devint empereur en décembre 1925 et fonda la dynastie des Pahlavi sous le nom de Reza Chah. Il entendit rapidement rendre à son pays sa grandeur, et se débarrasser des influences étrangères.
À partir de 1920, l'APOC chercha à renégocier la concession D'Arcy. Tout d'abord, ils voulaient souligner la clause impliquant que tous les droits et tous les actifs tomberaient à l'État iranien en 1961. Ensuite, les taxes pétrolières ne devaient pas être liées aux bénéfices de l'entreprise, mais basées sur un montant fixe calculé en fonction de la tonne de pétrole brut. À partir de 1930, les négociations du ministre de la Cour Abdolhossein Teymourtash commencèrent. Après que les négociations ont échoué, Reza Chah cessa les pourparlers, et imposa aux négociants une conclusion : Reza Chah mit unilatéralement fin à la concession D'Arcy. Après quelques incidents diplomatiques, l'Iran et l'APOC signèrent un nouveau contrat de concession le 23 avril 1933. Le nouvel accord prévoit une redevance de 4 shillings par tonne de pétrole brut avec un débit minimum de 5 millions de tonnes.
Les principaux points du contrat de concession de 1933 étaient les suivants, :
- La zone concernant les droits d'exploration de la concession, est ramenée de 500 000 à 100 000 miles carrés.
- L'Iran reçoit quatre shillings par baril, avec un montant minimum garanti de 750 000 livres.
- L'APOC paie à la Perse un impôt de 4 % sur les bénéfices réalisés, avec un montant minimum garanti de 230 000 livres.
- L'APOC aide davantage les perses dans les domaines de la gestion et de la technologie.
- L'APOC est exempte de tous les autres impôts.
- La durée de la concession est établie pour 60 ans (jusqu'en 1993).
- Le monopole de l'APOC pour le transport du pétrole est annulé.
- L'APOC paie à la Perse 1 million de livres pour couvrir toutes les autres créances.

La Banque mondiale a calculé dans son rapport établi en 1950, que les actifs de l'APOC se sont élevés, à ce moment-là, à 46 millions de livres sterling. L'APOC est alors la plus grosse capitalisation boursière anglaise.
Lorsqu'en 1935 le chah demande à ce qu'on se réfère à son pays par le terme « Iran »comme désignation officielle, l'APOC est rebaptisée Anglo-Iranian Oil Company (AIOC).
En 1941, soupçonné de pro-germanisme, Reza Chah fut chassé du pouvoir par les Britanniques et les Soviétiques qui envahirent le pays pour garantir une route de ravitaillement, l'URSS étant engagée dans une intense lutte contre l'Allemagne nazie sur le Front de l'Est, et sécuriser les champs de pétrole. Le fils de Reza Chah, Mohammad Reza, devint le nouveau chah.

## Flotte marchande
Au déclenchement de la Seconde Guerre mondiale, la société possède 93 pétroliers océaniques. À la fin de la guerre, près de la moitié de ces navires ont été perdus et 657 hommes ont péri à cause des actions de l'ennemi .

## L'accord complémentaire de 1949
Le Premier ministre Abdolhossein Hajir fut chargé par le Parlement de lancer des négociations sur une nouvelle concession pour l'Anglo-Iranian Oil Company, qui devait remplacer celles dérivées de la concession de 1933. Le Parlement voulait obtenir une part plus importante des revenus de la production de pétrole pour l'Iran. Hajir prépara une note globale de 25 points sur lesquels il voulait discuter, mais ne put lui-même négocier avec l'AIOC, car il fut contraint de démissionner de son poste de premier ministre en raison de manifestations contestant son autorité. L'ayatollah Kashani avait insulté Hajir l'accusant d'être un agent du colonialisme britannique et un espion à leur solde. Il avait appelé à de violentes manifestations contre le premier ministre. Le ministre des Finances Abbas Gholi Golshaiyan du cabinet du Premier ministre Mohammad Sa'ed dirigea ensuite les premières négociations avec l'AIOC, basées sur les travaux d'Hajir.
Golshaiyan présenta un rapport au Parlement sur ses négociations avec l'AIOC. Il avait demandé à la compagnie une part de 50 % de ses bénéfices, un nouvel accord sur la durée de la concession et un examen des conditions de licence tous les 15 ans. Le Premier ministre Sa'ed Maraghei envoya Golshaiyan négocier un accord avec l'AIOC. En fin de compte, les négociations aboutirent et en juillet 1949, la concession précédente fut augmentée d'un accord complémentaire, signé par les représentants de l'AIOC Gass et Golshaiyan. Les frais de licence pour l'Iran avaient augmenté de 50 % : de 22 cents à 33 cents par baril. Le Premier ministre Mohammad Sa'ed transmit cet accord au Parlement pour un vote. Celui-ci ne faisant pas l'unanimité, Mohammad Sa'ed fut finalement accusé d'avoir trahi les droits du peuple iranien en acceptant un traité trop en dessous de ses espérances, le 50/50 de Golshaiyan n'étant pas atteint. L'accord ne fut pas ratifié par le Parlement. Au lieu de cela, certains membres du Parlement, mené par le nationaliste Mohammad Mossadegh, décidèrent d'aller plus loin en suggérant de nationaliser les installations pétrolières de l'AIOC.

## La nationalisation du pétrole iranien en 1951
L'accord de concession négocié en 1933 par le gouvernement de Reza Chah était devenu très critiqué en Iran après la Seconde Guerre mondiale. Puis la vraie crise d'Abadan survint sous le gouvernement du Premier ministre Clement Attlee dans les années 1950 : le transfert des bénéfices des compagnies pétrolières internationales dans les pays producteurs de pétrole changea fondamentalement à cause des traités des compagnies pétrolières américaines avec l'Arabie Saoudite. Les compagnies pétrolières américaines étaient prêtes à accorder une part de profit de 50 % à l'Arabie saoudite. La concession entre l'AIOC et le gouvernement iranien ne prévoyait qu'une part de profit de 20 % pouvant monter à 25 % au maximum. Après que le conseil de l'AIOC a refusé de renégocier la concession pétrolière iranienne, le Parlement iranien décida en mars 1951 de nationaliser les installations pétrolières de l'AIOC situées en Iran, ainsi que leurs investissements. La décision parlementaire de les nationaliser fut ratifiée sous le gouvernement du Premier ministre Hossein Ala' le 15 mars 1951. Peu après, Ala' démissionna devant la pression de violentes et mortelles manifestations nationalistes demandant l'arrivée au pouvoir de Mohammad Mossadegh. Ce dernier succéda à Ala' le 30 avril 1951 ; il décréta une nationalisation totale et sans concession du pétrole iranien. Les installations pétrolières de l'AIOC furent reprises par la nouvelle Société nationale de pétrole iranien (SNIP) ou National Iranian Oil Company (NIOC) qui reprit les accords pétroliers « pour son propre compte. » La Grande-Bretagne déposa une plainte contre le gouvernement iranien devant le tribunal international, qui fut rejetée. La raison était le « manque de compétence du tribunal » qui était compétent en ce qui concerne des accords intergouvernementaux, or il était ici question d'un contrat entre une entreprise privée, l'AIOC et l'État iranien.
Le gouvernement britannique se tourna également vers le Conseil de sécurité des Nations unies pour trouver à une solution au conflit. Le Conseil se déclara également incompétent. La Grande-Bretagne imposa alors un embargo contre l'Iran et rendit la vente et le transport du pétrole iranien pratiquement impossible à cause du blocus du golfe Persique.

## Le consortium de 1954
Seul le renversement du gouvernement Mossadegh lors du coup d'État du 28 Mordad et la renégociation de la concession qui s'ensuivit permirent la reprise de l'activité pétrolière iranienne. Avec le gouvernement iranien, un accord de consortium sur une durée de 25 ans fut négocié entre un consortium de compagnies pétrolières internationales. L'extraction, la transformation et la distribution des produits pétroliers ne sont plus réservés exclusivement à l'AIOC. En plus de l'AOIC le consortium implique d'autres pays comme les Pays-Bas, à travers la Shell, et d'autres petites entreprises des États-Unis ainsi que la Compagnie française de pétroles (CFP) à des pourcentages, du reste, plus réduits.
Dans le cadre du consortium, deux entreprises basées à Londres, dont l'Iranian Oil Exploration and Production Co., furent créées avec leur siège en Iran en vertu du droit néerlandais. Ces deux sociétés appartenaient à 100 % à la fondation Iranian Oil Participants Ltd., basée à Londres, dont les parts furent partagées par les sociétés mentionnées dans l'accord de consortium. Une autre société nouvellement établie basée à Londres est l'Iranian Oil Services Ltd., qui fournit l'équipement technique pour la production et le raffinage du pétrole. Cette société est détenue à 100 % par les partenaires du consortium.
Les bénéfices des entreprises sont désormais payés à 50 % à l'État iranien. En contrepartie de l'acceptation de la nationalisation et l'exclusivité de ce monopole par la vente exclusive de pétrole iranien, presque comme pour les frais de transfert pour la concession de 1933, l'AIOC reçut de la part des compagnies pétrolières du consortium pour 10 ans, une sorte de dédommagement : l'État iranien paya à titre de compensation pour la nationalisation 20 millions de dollars à l'AIOC, paya les frais de l'équipement industriel de 2,5 millions de dollars par an. Après le contrat, la « vieille AIOC » cessa d'exister. L'AIOC fut fondue dans la nouvelle entreprise baptisée la British Petroleum Company, aussi appelée BP.
La NIOC resta incluse dans le nouvel accord pour les « fonctions de base » comme la formation des employés responsables, les transports publics, l'entretien des routes, des maisons pour les travailleurs et la fourniture des soins de santé et des services sociaux pour les employés. Concernant l'entreprise pétrolière à proprement parler la NIOC ne s'occupait plus que de la vente de produits pétroliers en Iran, le rendement du petit champ pétrolifère Naft-i-Shah et le fonctionnement (en associé) via un pipeline d'une raffinerie  à Kermanshah.
À partir de 1955, la production pétrolière du consortium passa de 14,7 millions de tonnes en 1955 à 76,5 millions de tonnes en 1964. Le chiffre d'affaires du gouvernement iranien passa lui de 32,3 millions de livres sterling en 1955 à 171,5 millions de livres en 1964.

## La British Petroleum Company
En 1904 fut fondée à Berlin la Société pétrolière allemande (DPAG), qui s'étendit en 1906 à l'Union pétrolière européenne (UEP). Cette société eut au Royaume-Uni une filiale nommée British Petroleum Company pour la distribution de leurs produits, fondée en 1906. Après sa saisie par le gouvernement britannique au début de la Première Guerre mondiale, cette société devint en 1917 la propriété de l'Anglo-Persian Oil Company. Le nom fut repris pour la "nouvelle compagnie" en 1954.